# Elaeocarpus hookerianus
Elaeocarpus hookerianus är en tvåhjärtbladig växtart som beskrevs av Etienne Fiacre Louis Raoul. Elaeocarpus hookerianus ingår i släktet Elaeocarpus och familjen Elaeocarpaceae. Inga underarter finns listade i Catalogue of Life.